# Don Juan (film din 1956)
Don Juan (titlul original: în franceză Don Juan) este un film de comedie franco-italo-spaniol, realizat în 1956 de regizorul John Berry, protagoniști fiind actorii Fernandel, Carmen Sevilla, Erno Crisa și Fernando Rey. 

## Conținut
Don Juan Tenejo, legendarul seducător, este arestat când tocmai și-a propus să o seducă pe fiica guvernatorului din Toledo. Dar un lucru e de știut, că și în regiunea Toledo, haina îl face pe om iar Sganarelle, valetul lui Don Juan, profitând de lipsa stăpânului, a îmbrăcat strălucitul costumul a lui Don Juan, dpă care este urmărit de toate femeile frumoase din regiune, bucurându-se mai ales de dragostea frumoasei comediante Serranilla...

## Distribuție
- Fernandel – Sganarelle, valetul lui Don Juan
- Carmen Sevilla – La Serranilla
- Erno Crisa – Don Juan Tenejo
- Roland Armontel – guvernatorul din Toledo
- Simone Paris – Dona Maria
- Christine Carrère – Dona Inès
- Fernando Rey – Don Inigo, șeful poliției
- Micheline Dax – Dona Elvira
- Robert Lombard – ducele de Altaquerque
- José Sepulvedo – Don Ramon
- Pedro Valdivieso – Angel
- Manolo Gomez-Bur – călăul
- Téofilo Palon – un paznic
- Hebe Donay – Juanita
- Mercedès Rueda – Lola
- Juan Olaguivel – El Escudero
- José-Maria Rodrigue – un paznic
- Angel Calero – Luis
- Germaine Montero
- Antonio Riquelme
- Juan Antonio Bardem
- Mathilde Artero
- Luis Torrecilla
- Claudine Bleuze
- Claude May
- Jacques Emmanuel
- Jean Manse